# Nash (Texas)
Nash è un comune degli Stati Uniti d'America della contea di Bowie nello Stato del Texas. Al censimento del 2010 la popolazione era di 2 960 abitanti. Fa parte dell'area metropolitana di Texarkana, Texas-Texarkana, Arkansas.

## Geografia fisica
Nash è situata al 33°26′30″N 94°07′31″W (33,441774, -94,125315).
Secondo lo United States Census Bureau, la città ha una superficie totale di 8,78 km², dei quali 8,75 km² di territorio e 0,03 km² di acque interne (0,35% del totale).

## Storia

### I primi anni
Prima dell'edificazione della città, la terra su cui si trovava era il nome di quello che sarebbe diventato lo stato del Texas. Lo stato del Texas assegnò, il 19 dicembre 1849,  la terra che costituisce la parte orientale di Nash a William Crutcher, mentre la parte ovest di Nash fu assegnata a Josiah W. Fort,  il 18 dicembre 1951.

### Il periodo di crescita
Inizialmente la città venne chiamata "T. C. Junction" o talvolta "Texarkana Junction", a seguito della sua posizione sulla divisione transcontinentale della Texas and Pacific Railway, che venne ufficialmente così definita dal momento della sua costruzione, come Trans-Continental Division. Il primo binario fu posato nel 1873 a partire dalla cittadina di Marshall verso est fino a T.C. Junction. La data di fondazione della città è attualmente sconosciuta, ma i registri indicano che Nash iniziò ad ufficialmente esistere tra il 1873 e il 1880.
Nel 1884, venne ribattezzata, "Park", in onore del dottor John N. Parker, che ricevette una concessione per l'apertura di un ufficio postale e del quale fu il primo direttore. Il dottor Parker cambiò il nome della città in "Park" perché il governo non avrebbe accettato un nome lungo come "Trans-Continental Junction", quindi, ha utilizzato il proprio cognome tralasciando le due ultime lettere. Nel 1906, fu rinominata nuovamente in "Nash", in onore di Martin Manny Nash, sovrintendente della divisione della Texas & Pacific Railroad Company.
La prima scuola fu inaugurata nel 1885 in una singola stanza, per merito del dottor K. M. Kelley;  si trovava all'angolo delle strade Dodd ed Elm. Nel 1890, in città vi era un negozio, una farmacia, due mulini, una sgranatrice di cotone e 100 abitanti. Nel 1894 fu colpita da un ciclone che ne distrusse un terzo, demolendo la prima scuola, la chiesa metodista, la chiesa battista, diverse abitazioni e uccidendo due persone..  Durante gli anni '50, la città fu incorporata e ricominciò a crescere. Nel 1980 molti residenti vennero impiegati a Texarkana o in una delle due vicine installazioni militari: il Red River Army Depot e il Lone Star Army Ammunition Plant, situati a poche miglia a ovest della città. Nel 2000 la popolazione era di 2 169 abitanti.

## Società

### Evoluzione demografica
Secondo il censimento del 2010, la popolazione era di 2 960 abitanti.

### Etnie e minoranze straniere
Secondo il censimento del 2010, la popolazione della città era formata dal 63,38% di bianchi, il 23,75% di afroamericani, l'1,32% di nativi americani, lo 0,84% di asiatici, lo 0,03% di oceanici, il 7,6% di altre razze, e il 3,07% di due o più etnie. Ispanici o latinos di qualunque razza erano il 14,29% della popolazione.